# 阿尔芒·穆亚尔
阿尔芒·穆亚尔（法語：Armand Mouyal，1925年10月13日—1988年7月15日），法国男子击剑运动员。他曾获得1957年世界击剑锦标赛男子重剑个人冠军。他也获得1956年夏季奥运会男子重剑团体铜牌。